# Poa fibrifera
Poa fibrifera là một loài cỏ trong họ hòa thảo, thuộc chi poa.